# Bill Laswell
Bill Laswell (ur. 12 lutego 1955 w Salem w stanie Illinois) – amerykański muzyk awangardowy, basista i kompozytor.
Związany z muzyką elektroniczną, a w szczególności gatunkiem ambient. Dyskografia Billa Laswella zawiera kilkaset pozycji w tym wiele we współpracy z czołowymi muzykami sceny ambient, techno, rocka i jazzu, a między innymi z Johnem Zornem, Fredem Frithem, Pete’em Namlookiem, Klausem Schulzem, Davidem Sylvianem, Ryūichim Sakamoto, Yosuke Yamashitą, Jah Wobble’em, Toshinori Kondo, Percym Howardem, Tetsu Inoue, Hectorem Zazou, oraz z takimi grupami jak Material, Painkiller, Massacre i wieloma innymi.

## Dyskografia
- 1982 Baselines
- 1987 Neo Geo (produkcja: Ryūichi Sakamoto, Bill Laswell; gościnnie wokalnie: Iggy Pop i Bill Laswell)[2]
- 1988 Hear No Evil
- 1994 Axiom Ambient
- 1995 Cymatic Scan
- 1995 Bass Terror
- 1995 Web
- 1995 Silent Recoil
- 1996 Altered Beats – Assassin Knowledges of the Remanipulated
- 1996 Dark Side Of The Moog V (z Klausem Schulzem)
- 1996 Second Nature
- 1996 Oscillations
- 1996 Equations of Eternity
- 1997 Dreams of Freedom: Ambient Translations of Bob Marley in Dub
- 1997 Dark side of the Moog VI (z Klausem Schulzem)
- 1997 City of Light
- 1997 Dub Meltdown
- 1998 Jazzonia
- 1999 Boniche Dub
- 1999 Invisible Design
- 1999 Imaginary Cuba
- 1999 Broken Vessels
- 2000 Permutation
- 2000 Lo. Def Pressure
- 2001 Divine Light (z Carlosem Santaną)
- 2001 Points of Order
- 2002 Life Space Death
- 2002 Charged Live
- 2003 Final Oscillations

## Filmografia
- Uwaga! Mr. Baker (2012, film dokumentalny, reżyseria: Jay Bulger)[3]